# Sumé
Sumé is een gemeente in de Braziliaanse deelstaat Paraíba. De gemeente telt 17.085 inwoners (schatting 2009).